# Kota Kinabalu
Kota Kinabalu (en xinès 亚庇 o Yàbì), coneguda anteriorment com a Jesselton és la capital de l'estat de Sabah, a la part malaia de l'illa de Borneo. La ciutat, situada al nord-oest de l'illa, és banyada per la Mar de la Xina Meridional. El nom de la ciutat prové del Mont Kinabulu, localitzat a l'est de la ciutat. Kota Kinabulu té 452.058 segons el cens del 2010.
Kota Kinabulu és sovint abreujat a les inicials KK no només a Malàisia sinó també internacionalment. És una gran destinació pesquera i una entrada popular per als turistes que visiten Sabah o Borneo en general. El Parc Nacional del Kinabalu, amb els pics més alts de l'illa, està situat a 88 km de la ciutat. Kota Kinabulu és també un dels principals centres de comerç i d'indústria de la Malàisia oriental.

## Història
En les darreres dècades del segle xix l'Imperi Britànic aconseguí l'administració del protectorat de Borneo del Nord, establert formalment el 1888 i corresponent amb l'actual estat de Sabah. Amb el nom informal d'Api-Api un petit poble costaner guanyà la capitalitat de la regió. Amb aquest fet la vila, que seria coneguda com a Jesselton en honor de Sir Charles Jessel experimentà un fort creixement. Es convertí en un lloc d'intercanvi de cautxú, cera, tabac, vímet, oli i altres recursos naturals.
Durant la Segona Guerra Mundial Jesselton fou severament danyat pels britànics per a evitar que els japonesos agafessin avantatge de la infraestructura industrial i logística. Amb la conquesta del Japó, l'assentament recuperà el nom original d'Api-Api. Amb resposta a la brutal ocupació aparagueren alguns grups, com les anomenades Kinabulu Guerrillas. Al final de la guerra, després de la rendició japonesa a Labuan, el 1945, només quedaren drets tres edificis de la ciutat.
El 15 de juliol de 1945 la regió tornà a formar part de la Borneo del Nord britànica, que en no tenir els mitjans econòmics per a fer front a les enormes despeses es veié obligat, el mateix any, a cedir el control de la corona britànica. El nou govern colonial escollí Jesselton com a capital de Borneo del Nord en detriment de Sandakan.
El 1963, uns anys després de la independència malaia Jesselton seguí sent la capital de la regió, aquest cop anomenada Sabah. El 1968 agafà el seu nom actual (Kota Kinabalu) i el 2000 obtingué l'estatus oficial de "ciutat".